# 히가시우에타촌
히가시우에타촌(일본어: 東植田村)은 일본 가가와현 기타군에 있던 촌이다. 

## 역사
- 1890년 2월 15일 - 정촌제 시행에 수반해 야마다군 히가시우에타촌이 성립하였다.
- 1899년 4월 1일 - 야마다군이 미키군과 합병해 기타군이 되었다.
- 1955년 4월 1일 - 가와시마정, 소가와촌, 니시우에다촌과 합병해 야마다정이 성립, 동일 히가시우에타촌은 폐지되었다.

## 인구
| \| 1920년（다이쇼9년） \| 2,142명 \| \| \| 1925년（다이쇼14년） \| 2,050명 \| \| \| 1930년（쇼와5년） \| 2,098명 \| \| \| 1935년（쇼와10년） \| 2,056명 \| \| \| 1940년（쇼와15년） \| 2,043명 \| \| \| 1947년（쇼와22년） \| 2,660명 \| \| \| 1950년（쇼와25년） \| 2,556명 \| \| |         |  |
| 총무성통계청/인구조사(1950년) |         |  |
| 1920년（다이쇼9년） | 2,142명 |  |
| 1925년（다이쇼14년） | 2,050명 |  |
| 1930년（쇼와5년） | 2,098명 |  |
| 1935년（쇼와10년） | 2,056명 |  |
| 1940년（쇼와15년） | 2,043명 |  |
| 1947년（쇼와22년） | 2,660명 |  |
| 1950년（쇼와25년） | 2,556명 |  |

## 참고 문헌
- 角川日本地名大辞典編纂委員会, 『角川日本地名大辞典 43 香川県』, 1985, 角川書店
- 四国新聞社 編『香川年鑑』 昭和30年、四国新聞社、高松市、1954年11月30日。doi:10.11501/3022103。 NCID BB10788678。OCLC 673819408。